# Carlo Maria Martini
Carlo Maria Martini S. I. (Orbassano, Turín, 15 de febrero de 1927 - Gallarate, Lombardía, 31 de agosto de 2012) fue un jesuita y profesor de teología italiano, arzobispo de Milán y cardenal de la Iglesia católica. En la corriente de los cambios del post-Concilio, siguió la línea marcada por la Compañía de Jesús en sus últimas décadas y fue papable tras el fallecimiento de Juan Pablo II. Perteneció al Grupo de San Galo.

## Biografía
Nació en el suburbio turinés en el seno de una familia burguesa, hijo de padre ingeniero.
Ingresó en la Compañía de Jesús (jesuitas) el 25 de septiembre de 1944, a los 17 años de edad. Hizo el noviciado en Cuneo; estudió en la Facultad de Filosofía Aloisianum, Gallarate, Milán; en la Facultad Teológica de Chieri, en Turín; en la Pontificia Universidad Gregoriana de Roma (en 1958 recibió el doctorado en teología fundamental con la tesis: "Il problema storico della Risurrezione negli studi recenti"); y en el Pontificio Instituto Bíblico, Roma, donde obtuvo otro doctorado con una tesis sobre "El problema de la recensionalidad del códice B a la luz del papiro Bodmer XIV".
Martini fue ordenado sacerdote en 1952 y comenzó una carrera fulgurante, tanto en el ámbito académico como en el eclesiástico. Martini era experto en la crítica textual del Nuevo Testamento y había estudiado los papiros y códices que contienen el texto griego de los Evangelios. Martini obtuvo varios doctorados y dominaba seis idiomas modernos, además del latín, del griego y del hebreo clásicos.

### Actividad académica
Tuvo una importante actividad académica e investigadora, publicó numerosos libros y artículos (basta recordar que él fue el único miembro católico del comité ecuménico que preparó la edición griega del Nuevo Testamento). Sus libros sobre los ejercicios espirituales son muy apreciados por la originalidad del enfoque, que combina la lealtad tradicional al modelo ignaciano con una nueva luz sobre las Escrituras. Entre ellos se encuentran Ejercicios ignacianos, a la luz de San Juan, El viaje espiritual de los Doce en el Evangelio de San Marcos, Ejercicios ignacianos, a la luz de San Mateo, Los ejercicios espirituales a la luz de San Lucas y La vida de Moisés, la vida de Jesús, existencia pascual. En total escribió más de 50 libros, muchos de ellos best-sellers, como el que escribió con el semiólogo Umberto Eco.

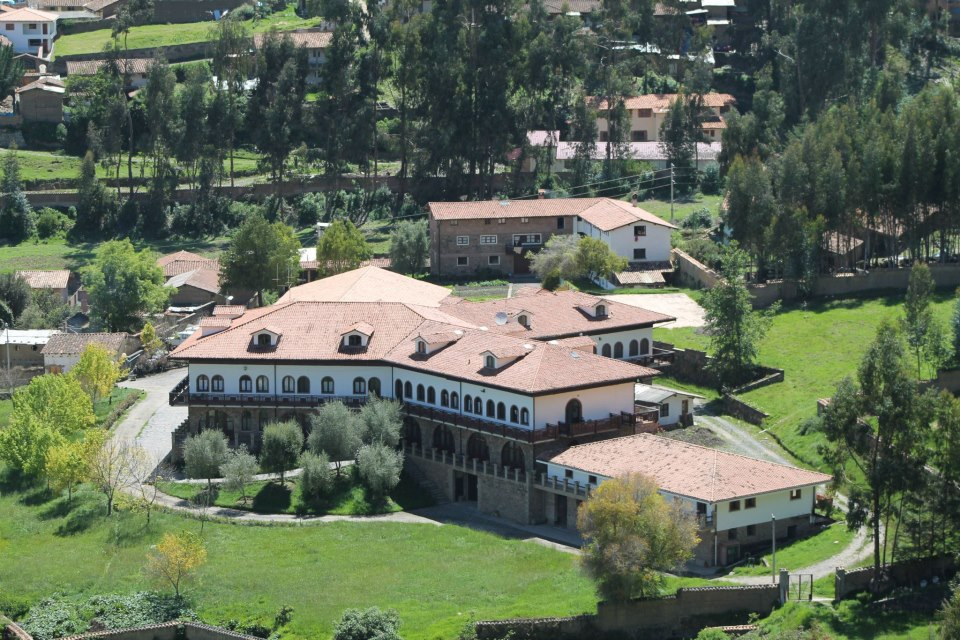
Martini apoyó con la construcción del Hospital Mama Ashu, ubicado en Chacas, Perú.

### Cargos eclesiales
En 1978, Pablo VI lo invitó a predicar el retiro anual en la Ciudad del Vaticano, donde uno de sus predecesores en este importante ministerio fue el cardenal Karol Wojtyła. En 1979, el papa Juan Pablo II lo designó arzobispo de Milán y lo consagró personalmente en 1980. En esa diócesis permaneció más de veinte años. En noviembre de 2000 se le nombró Académico de Honor de la Academia Pontificia de las Ciencias.
Participó en numerosas asambleas del Sínodo de los Obispos. Fue ponente en la VI Asamblea General de 1983 sobre el tema "Reconciliación y penitencia en la misión de la Iglesia". Fue miembro de la Secretaría del Sínodo de los Obispos para muchos mandatos diferentes.

### Últimos años
En 2002, fijó su residencia en Jerusalén, siendo el único cardenal que vivía en esta ciudad, a la que definía como «la ciudad más cargada de memoria religiosa de todo el mundo, la ciudad donde murió Jesús para la salvación del mundo y donde se venera su sepulcro vacío y se hace memoria de su resurrección». El 15 de febrero de 2007 cumplió 80 años, con lo cual sobrepasó la edad límite de 80 años para participar en un cónclave papal. Regresa a Italia en 2008, concretamente al Aloisianum, casa de estudios de los jesuitas en Gallarate, cerca de Milán, por el agravamiento de la enfermedad de Parkinson que padecía desde años atrás. En junio del mismo año, declaró en una entrevista que conocía a varias parejas homosexuales, "algunos de ellos hombres muy sociales" y añadió: "jamás se me ocurriría condenarlos".
Falleció el 31 de agosto de 2012 a los 85 años de edad. Esta enterrado frente al altar del Crucifijo de San Carlos en la Catedral de Milán.

## Sus pensamientos
A menudo considerado uno de los cardenales más liberales, Martini alcanzó gran notoriedad por sus escritos. En ocasiones, las opiniones de Martini resultaron controvertidas, lo que le granjeó una cobertura mediática comparativamente amplia.

Horas después de su muerte, el diario italiano Corriere della Sera publicó su última entrevista, en la que describió a la Iglesia como «con 200 años de retraso», comentando: 
«Nuestra cultura ha envejecido, nuestras iglesias son grandes y están vacías y la burocracia eclesiástica se impone. La Iglesia debe admitir sus errores y comenzar un cambio radical, empezando por el Papa y los obispos. Los escándalos de pedofilia nos obligan a emprender un camino de transformación».
Martini era considerado «progresista» en cuestiones relativas a las relaciones humanas, la posible ordenación de mujeres al diaconado y algunas cuestiones bioéticas, en particular el uso de anticonceptivos en determinadas situaciones más complejas.

### Dominus Iesus
En 2000, criticó Dominus Iesus, una declaración de la Congregación para la Doctrina de la Fe según la cual la Iglesia católica es la única verdadera Iglesia de Cristo, y describió el documento como «teológicamente bastante denso, salpicado de citas y no fácil de comprender».

### Anticoncepción
En abril de 2006, en respuesta a una pregunta muy concreta del médico y político Ignazio Marino, director del centro de trasplantes del Hospital Universitario Thomas Jefferson en Filadelfia, Martini opinó: «El uso de condones puede, en ciertas situaciones, ser un mal menor». Subrayó el caso particular de matrimonios en los que uno de los cónyuges tiene VIH o sida. Pero señaló de inmediato que el principio del mal menor en tales casos es una cosa y otra distinta el sujeto que debe transmitir públicamente esas cuestiones; por tanto, no corresponde a las autoridades de la Iglesia apoyar públicamente el uso del condón, debido al «riesgo de fomentar una actitud irresponsable». Es más probable que la Iglesia apoye otros medios moralmente sostenibles, como la abstinencia. En otra ocasión, el cardenal afirmó que «creo que la enseñanza de la Iglesia no ha sido expresada tan bien. ... Confío en que encontremos alguna fórmula para enunciar mejor las cosas de modo que el problema se comprenda mejor y se adapte más a la realidad».
En el libro Conversaciones nocturnas en Jerusalén, publicado en 2008, dos jesuitas, Georg Sporschill y Carlo Maria Martini, respondían a preguntas críticas de jóvenes sobre el riesgo de la fe en un diálogo. En la entrevista-libro, el cardenal Martini afirmó que «muchas personas se han alejado de la Iglesia y la Iglesia de las personas» debido a la encíclica de 1968 Humanae vitae, que prohibía la anticoncepción artificial. Según el cardenal, Juan Pablo II siguió el camino de una aplicación rigurosa y durante un tiempo consideró emitir una declaración pontificia bajo el principio de la infalibilidad papal, concluyendo que «probablemente el papa [Benedicto XVI] no revocará la encíclica, pero podría escribir otra que fuese su continuación. Estoy firmemente convencido de que la Iglesia puede señalar un camino mejor que el que hizo con Humanae vitae. Ser capaz de admitir los propios errores y las limitaciones de los puntos de vista anteriores es señal de grandeza de alma y de confianza. La Iglesia recuperaría credibilidad y competencia».

### Inicio de la vida humana
La postura de Martini sobre el inicio de una vida humana distinta durante la fecundación de los ovocitos fue reprobada por ciertos funcionarios del Vaticano.

### Derecho a rechazar tratamientos
Martini, al hablar del debate sobre el derecho a morir, dijo que «a los pacientes en fase terminal se les debería conceder el derecho a rechazar tratamientos y que los médicos que los asisten deberían estar protegidos por la ley». La enseñanza moral católica tradicional sostiene que uno está moralmente obligado a aplicar tratamientos «ordinarios», pero no los «extraordinarios». Esta distinción fue la base de la declaración de la Congregación para la Doctrina de la Fe de 1980 según la cual «cuando la muerte inevitable es inminente a pesar de los medios utilizados, se permite en conciencia tomar la decisión de rechazar formas de tratamiento que solo asegurarían una prolongación precaria y penosa de la vida, siempre que no se interrumpan los cuidados normales debidos al enfermo en casos semejantes». El Catecismo de la Iglesia Católica también establece: «La interrupción de tratamientos médicos onerosos, peligrosos, extraordinarios o desproporcionados al resultado esperado puede ser legítima». Martini, de hecho, rechazó tratamiento médicoPlantilla:Aclaración a medida que avanzaba su enfermedad.[cita requerida]

### Colegialidad de los obispos

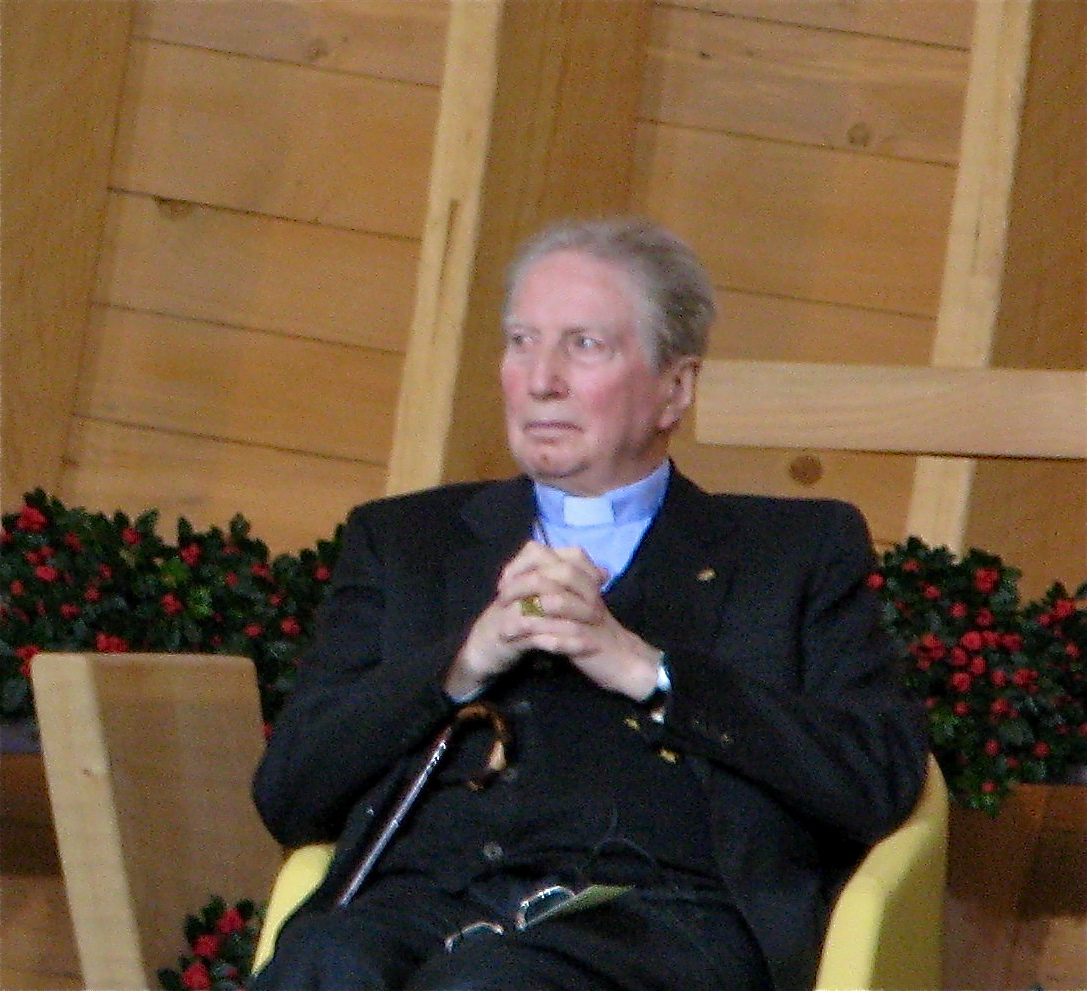
Martini en 2010

Martini pidió una mayor colegialidad en el gobierno de la Iglesia e instó a continuar la reflexión sobre la estructura y el ejercicio de la autoridad eclesiástica.

### Papel de la mujer en la Iglesia
Martini manifestó el deseo de continuar la investigación teológica sobre cuestiones relativas a la sexualidad humana y al papel de la mujer en la Iglesia, y expresó su apoyo a la ordenación de diaconisas.

### Sacramentum caritatis
En marzo de 2007, algunos defensores de los derechos de los homosexuales interpretaron que criticaba abiertamente la actitud de las autoridades de la Iglesia. Mientras hablaba en la Basílica de la Natividad en Belén ante una congregación de más de 1300 visitantes, afirmó que «la Iglesia no da órdenes». Martini declaró: «Es necesario escuchar a los demás, y al hablar usar términos que ellos comprendan». Estas observaciones llegaron días después de que el papa Benedicto XVI publicara la exhortación apostólica de 140 páginas Sacramentum caritatis, un documento que recoge las conclusiones de la Asamblea General Ordinaria de 2005 del Sínodo de los Obispos. Los críticos interpretaron este documento como un intento de influir en los políticos católicos, particularmente cuando en 2007 el gobierno italiano intentaba sin éxito aprobar una ley que ofrecía reconocimiento legal a las uniones entre personas del mismo sexo.

### Labor social
Además, promovió el combate de los males sociales, llamando a menudo a que se tomaran mayores medidas para asistir a los socialmente desfavorecidos. Martini deseaba que la Iglesia reavivara un «fuego ardiente en el corazón» de hombres y mujeres de hoy.

### Escuelas católicas
Martini fue un firme defensor de las escuelas católicas y en muchas ocasiones habló a favor de la contribución estatal a las escuelas católicas. Dijo que una hora semanal de enseñanza de religión católica en la escuela secundaria italiana no era suficiente y que había que aumentar el tiempo dedicado a la enseñanza religiosa en la escuela.[cita requerida]

### Homosexualidad
En su libro Credere e conoscere, publicado poco antes de su muerte, Martini declaró: «No estoy de acuerdo con las posiciones de quienes en la Iglesia cuestionan las uniones civiles... No está mal que, en lugar de sexo casual entre hombres, dos personas tengan cierta estabilidad», y que el «Estado podría reconocerlas». Aunque afirmó su convicción de que «la pareja homosexual, como tal, nunca puede equipararse totalmente a un matrimonio», también dijo que podía comprender (aunque no necesariamente aprobar) los desfiles de orgullo gay cuando apoyan la necesidad de autoafirmación.

## Representación en la cultura popular
El papel de Martini en el Cónclave de 2005 fue interpretado por Achille Brugnini en la película biográfica de Netflix de 2019 Los dos papas. Su reputación como uno de los principales aspirantes al papado, cuyo apoyo finalmente no se materializó en el cónclave, también inspiró al personaje Aldo Bellini en la novela de 2016 de Robert Harris Cónclave.

## Distinciones
Caballero Gran Cruz de la Orden al Mérito de la República Italiana
- En Roma, 10 de octubre de 1983

Premio Príncipe de Asturias de Ciencias Sociales
- En Oviedo, 31 de mayo de 2000

Huésped Ilustre de Chacas
- En Chacas, Perú, junio de 2003

### Algunas de sus obras
Muchos de sus libros son, en realidad, transcripciones de Ejercicios Espirituales, conferencias y charlas elaboradas oralmente por Martini. Varios de ellos se han publicado póstumamente.
- El sol interior. Nuestras fragilidades y la fuerza de Dios. Archivado el 9 de septiembre de 2018 en Wayback Machine. Editorial Sal Terrae, 2017. ISBN: 978-84-293-2637-6.
- Guías en tiempos difíciles. Perfiles de grandes maestros del Espíritu. Archivado el 9 de septiembre de 2018 en Wayback Machine. Editorial Sal Terrae, 2016. ISBN: 978-84-293-2577-5.
- Buscad a Jesús. Archivado el 9 de septiembre de 2018 en Wayback Machine. Editorial Mensajero, 2015. ISBN: 978-84-271-3711-0.
- Preguntas con respuesta. Al servicio de la verdad. Archivado el 9 de septiembre de 2018 en Wayback Machine. Editorial Sal Terrae, 2011. ISBN 978-84-293-1924-8.
- ¿Qué debemos hacer? Desconcierto e inquietud del hombre contemporáneo. Archivado el 9 de septiembre de 2018 en Wayback Machine. Editorial Sal Terrae. ISBN: 978-84-293-2077-0.
- El jardín interior. Un camino para creyentes y no creyentes. Archivado el 9 de septiembre de 2018 en Wayback Machine. Editorial Sal Terrae. ISBN: 978-84-293-2481-5.
- Hablad con el corazón. Últimas cartas a los lectores. Archivado el 9 de septiembre de 2018 en Wayback Machine. Editorial Sal Terrae. ISBN: 978-84-293-2111-1.
- Los Ejercicios ignacianos a la luz del Evangelio de Juan Archivado el 9 de septiembre de 2018 en Wayback Machine.. Editorial Sal Terrae. ISBN: 978-84-293-2140-1.
- Libres para creer. Una fe consciente para los jóvenes. Archivado el 9 de septiembre de 2018 en Wayback Machine. Editorial Sal Terrae, 2009. ISBN: 978-84-293-1825-8.
- Los ejercicios de San Ignacio a la luz del Evangelio de Mateo. Editorial Desclée de Brouwer. 2009. ISBN 978-84-330-2226-4.
- La llamada de Jesús: orar con el evangelio de Marcos. Narcea Ediciones. 1991. ISBN 9788427706286.
- Hombres de paz y de reconciliación. Sal Terrae. 1988. ISBN 9788429308020.
- Abrirse. Máximas espirituales. Sal Terrae. 1997. ISBN 9788429312287.
- Cambiar el corazón. Narcea Ediciones. 1996. ISBN 9788427711112.
- Los Sacramentos. Editorial San Pablo. 2002. ISBN 9789586077538.
- Vivir con la Biblia. Planeta. 1998. ISBN 978-84-08-02606-8.
- Las alas de la libertad. El hombre que busca y la decisión de creer Archivado el 9 de septiembre de 2018 en Wayback Machine.. Editorial Sal Terrae. ISBN: 978-84-293-1859-3.
- El seguimiento de Cristo. Archivado el 9 de septiembre de 2018 en Wayback Machine. Editorial Sal Terrae, 1997. ISBN: 978-84-293-1238-6.
- Palabras sobre la Iglesia. Pueblo de Dios para la vida del mundo. Archivado el 9 de septiembre de 2018 en Wayback Machine. Editorial Sal Terrae. ISBN: 978-84-293-0799-3.
- Hombres de paz y de reconciliación. Archivado el 9 de septiembre de 2018 en Wayback Machine. Editorial Sal Terrae. ISBN: 978-84-293-0802-0.

## Obras

### Obras
Los escritos del Cardenal Martini son numerosos: van desde la investigación de la exégesis bíblica, la publicación de las conferencias y ponencias, escritos pastorales, la transcripción de meditaciones dado a retiros y ejercicios espirituales. Es el único prelado italiano que le ha sido dedicada una Columna en el "I Meridiani" por la casa editorial Mondadori .
- Il problema storico della Risurrezione negli studi recenti, Roma, Libreria Editrice dell'Universita Gregoriana, 1959.
- Poesie, Milano, U. Mursia A.P.E. Coricelli, 1961.
- Il Vangelo di S. Giovanni. Problemi generali di introduzione e di teología, con Mauro Laconi, Treviso, Editrice Trevigiana, 1962.
- Il messaggio della salvezza. Corso completo di studi biblici, I, Introduzione generale, con Piero Bonatti, Torino-Leumann, Elle Di Ci, 1964.
- Atti degli apostoli, a cura di e con Nereo Venturini, Venezia, Missioni, 1965.
- Il problema della recensionalità del codice B alla luce del papiro Bodmer XIV, Roma, Pontificio Istituto Bíblico, 1966.
- Gli esegeti del tempo di Galileo, in Nel quarto centenario della nascita di Galileo Galilei, Milano, Vita e Pensiero, 1966.
- I Vangeli. Storia o leggenda?, Roma, AVE, 1968.
- Se non vi manterrete fedeli non resterete salvi, in Il cristiano e la vita di fede, Roma, AVE, 1970.
- Farsi prossimo. La carità, oggi nella nostra società e nella Chiesa, Milano, Centro Ambrosiano di Documentazione e Studi religiosi, 1975.
- L'itinerario spirituale dei dodici nel Vangelo di Marco, Roma, Centrum Ignatianum Spiritualitatis, 1976.
- Gli esercizi ignaziani alla luce di S. Giovanni, Roma, Centrum Ignatianum Spiritualitatis, 1976.
- Gli esercizi ignaziani alla luce di S. Matteo, Cagliari, Società poligrafica sarda, 1977.
- Gli esercizi spirituali di S. Ignazio alla luce di S. Luca, Roma, Stella matutina, 1977.
- Riflessioni pastorali sul giorno del Signore, con altri, Leumann, Elle Di Ci, 1977
- . Vita di Mosè, vita di Gesù, esistenza pasquale, Roma, Centrum Ignatianum Spiritualitatis, 1979.
- La dimensione contemplativa della vita. Lettera al clero e ai fedeli dell'Archidiocesi ambrosiana per l'anno pastorale 1980/81, Milano, Centro Ambrosiano documentazione e studi religiosi, 1980.

- L'evangelizzatore in San Luca. Meditazioni, Milano, Ancora, 1980.

- Il nostro cammino sacerdotale. Lettera dell'Arcivescovo al clero per il giovedì santo 1980.

- "Dalla coscienza battesimale alla coscienza presbiteriale", Milano, Centro ambrosiano di documentazione e studi religiosi, 1980.
- La parola di Dio alle origini della Chiesa, Roma, Università Gregoriana Editrice, 1980.
- Parola di Dio e vita quotidiana, Torino, Marietti, 1980. ISBN 88-211-8509-5.
- Il problema storico della risurrezione negli studi recenti, Roma, Libreria editrice dell'Università Gregoriana, 1980.
- Il Vangelo secondo Giovanni nell'esperienza degli esercizi spirituali, Roma, Borla, 1980.
- Il vangelo alle sorgenti. Meditando ad Assisi il Discorso della Montagna, Milano, Ancora, 1990. ISBN 88-7610-332-5
- Il vino nuovo. Meditazioni per le famiglie, Casale Monferrato, Piemme, 1992. ISBN 88-384-1772-5
- Il discorso della montagna. Meditazioni, Milano, Mondadori 2006. ISBN 88-04-56158-0
- Liberi di credere. I giovani verso una fede consapevole, Milano, In dialogo, 2009. ISBN 978-88-8123-546-9
- Conversazioni notturne a Gerusalemme. Sul rischio della fede, intervista di Georg Sporschill, Milano, Mondadori, 2008. ISBN 978-88-04-58391-2
- Le ali della libertà. L'uomo in ricerca e la scelta della fede. Meditazioni sulla Lettera ai Romani, Milano, Piemme, 2009. ISBN 978-88-566-0552-5
- Qualcosa di così personale. Meditazioni sulla preghiera, Milano, Mondadori, 2009. ISBN 978-88-04-59468-0
- Siamo tutti nella stessa barca (con Luigi Maria Verzé), Milano, Editrice San Raffaele, 2009. ISBN 978-88-86270-90-8
- Una parola per te, Milano, Editrice San Raffaele, 2010. ISBN 978-88-96603-04-8
- Ricerca e carità. Due voci a confronto su scienza e solidarietà (con Giulio Giorello), Milano, Editrice San Raffaele, 2010. ISBN 978-88-96603-20-8
- Le ragioni del credere. Scritti e interventi, a cura di Ferruccio Parazzoli, Marco Garzonio, Damiano Modena e Virginio Pontiggia, Milano, Mondadori, 2011. ISBN 978-88-04-61127-1
- Il vescovo, Torino, Rosenberg & Sellier, 2011. ISBN 978-88-7885-138-2
- Parlate con il cuore, Milano, Rizzoli, 2012. ISBN 978-88-17-06084-4 Vi porto nel cuore, Alba, Edizioni San Paolo, 2012. ISBN 978-88-215-7679-9